# Bungeland

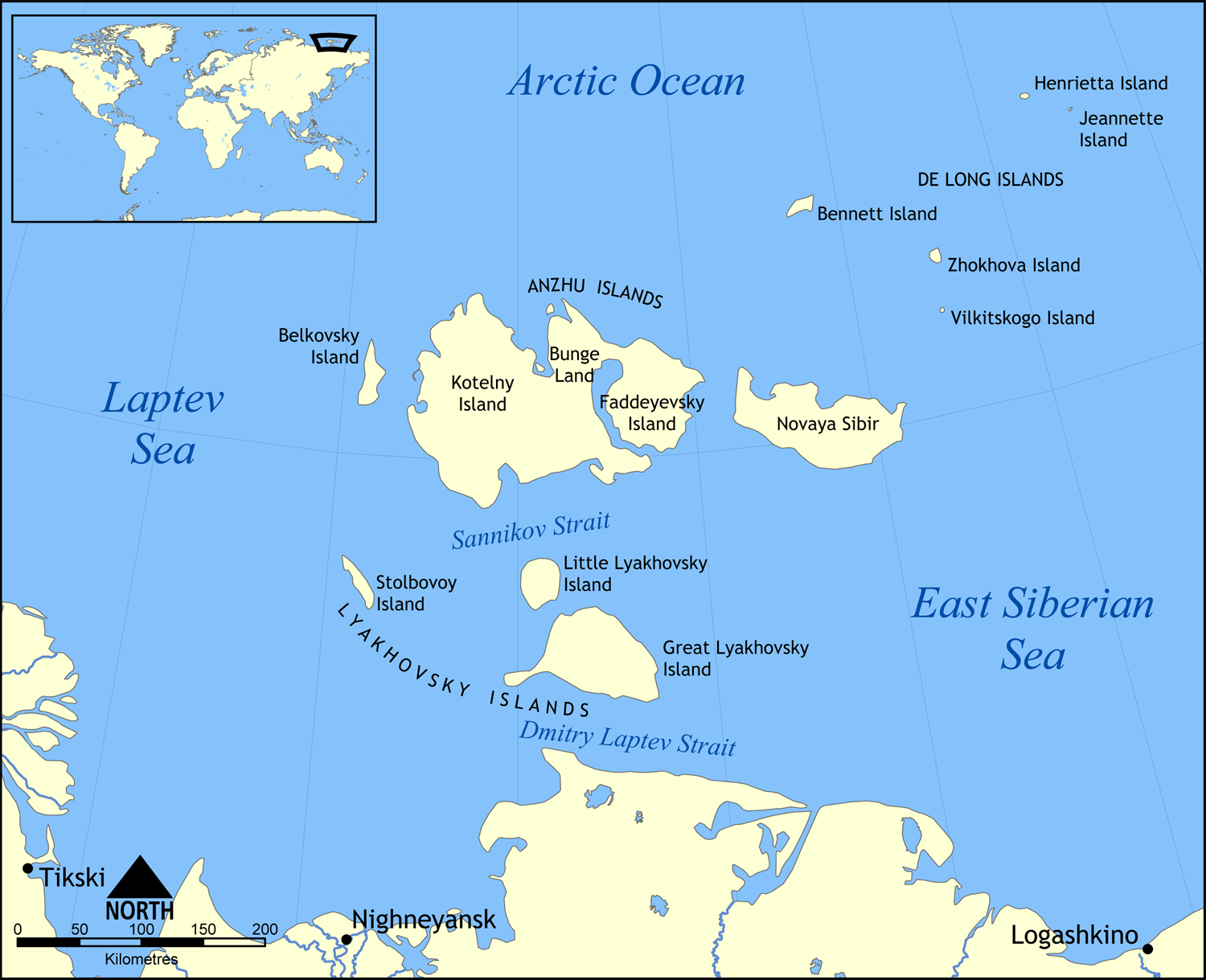
Områdeskarta

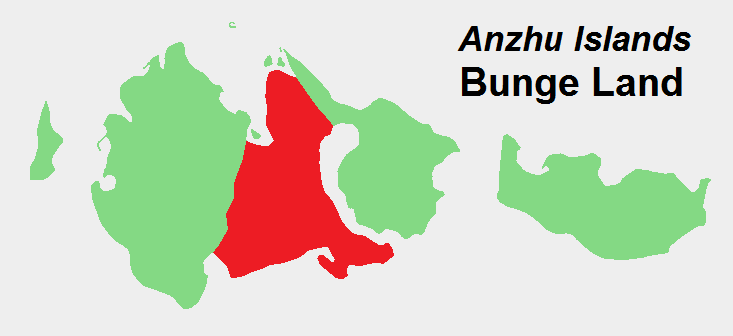
Lägeskarta

Bungeland (ryska: Земля Бунге, Zemlja Bunge) är en sandbank i ögruppen Anzjus öar i Norra ishavet och tillhör Ryssland.

## Geografi
Bungeland ligger ca 4.500 km nordöst om Moskva utanför Sibiriens nordöstra kust mellan Laptevhavet i väst och Östsibiriska havet i öst.
Det obebodda området har en areal om cirka 6.200 km². Den genomsnittliga höjden är på endast ca 8 m ö.h. förutom enstaka toppar i dess södra del som når nästan 20 m ö.h.
Bungeland förbinder Faddejevskijön med grannön Kotelnyjön och ofta nämns området som en geografisk enhet. Sandbanken ligger tidvis under vatten och saknar helt vegetation.
Förvaltningsmässigt ingår området i den ryska delrepubliken Sacha.

## Historia
Anzhuöarna namngavs efter ryske sjöofficeren Pjotr Anzju (Peter Anjou) som under en forskningsexpedition åren 1820 till 1823 genom den östra delen av sibiriska ishavskusten under Ferdinand von Wrangel gjorde den första kartan över öarna.
Åren 1885 till 1886 och 1893 samt 1900-1902 genomförde balttyske upptäcktsresande Eduard Toll och Alexander Bunge i rysk tjänst en forskningsresa till området då man upptäckte Bungeland och döpte det efter deltagaren.